# Hathapradipika
Die Hathapradipika oder häufig auch Hathayogapradipika (Sanskrit: हठप्रदीपिका  haṭhapradīpikā) ist nach dem Yogasutra des Patanjali die wohl bekannteste klassische Yogaschrift. Sie wurde im 14. Jh. von Svatmarama geschrieben.

## Inhalt
Die Hathapradipika – so der ursprüngliche Name – beschreibt die Techniken des Hatha Yoga, die Reinigungen des physischen und subtilen Körpers, sowie deren Auswirkungen. Sie ist je nach Ausgabe in vier oder zehn Kapitel gegliedert und besteht aus 643 Versen. Obwohl der Hatha Yoga und der Kundalini Yoga beschrieben werden, betont der Autor wiederholt, dass der Raja Yoga sehr wichtig sei:
Kein Erfolg in Raja Yoga ohne Hatha Yoga und kein Erfolg in Hatha Yoga ohne Raja Yoga! Deshalb soll beides gut bis zum Ende geübt werden. Hpr. II,76
Die Hathapradipika ist stark vom Gorakshashataka beeinflusst.

### I. Über Asanas
Die Hathapradipika beginnt damit, dass Shiva der Verkünder des Hatha Yogas ist, wobei ausdrücklich betont wird: der Hatha Yoga ist lediglich eine Vorstufe des Raja Yoga. Der Autor Svatmarama stellt sich in die Reihe seiner Vorgänger Matsyendra und Goraksha, die etwa 500 Jahre vor ihm gewirkt hatten. 
Nach der Einleitung werden die Voraussetzungen für den Hatha Yogin beschrieben, wie die ethischen Vorlagen oder die Essvorschriften. Das Hauptmerk des ersten Kapitels gilt den Asanas, wobei 15 ausführlich beschrieben werden.

### II. Über Pranayama
Das zweite Kapitel befasst sich mit den Shatkriyas und mit Pranayama.

### III. Über Mudras
Im dritten Kapitel wird die Kundalini behandelt, dann mehrere Bandhas und Mudras, darunter auch sexuelle Praktiken, die aber in einigen Ausgaben weggelassen werden.

### IV. Über Samadhi
Das letzte Kapitel befasst sich schließlich mit Mudra und Samadhi.

## Wirkungen, Übersetzungen
Da die Hathapradipika sehr früh ins Englische übersetzt wurde und bald danach auch ins Deutsche, ist sie nach dem Yogasutra das bekannteste klassische Yogabuch, wird deswegen aber auch in seiner Bedeutung überschätzt und oft – nicht ganz korrekt – als "Hauptwerk" des Hatha Yoga bezeichnet.
Die Hathapradipika war auch in Indien gut bekannt und übte starken Einfluss auf spätere Yogawerke aus, so auf die Gherandasamhita oder die Shivasamhita. Der bekannteste Kommentar zur Hathapradipika ist die Jyotsna von Brahmananda, die in der zweiten Hälfte des 19. Jh. verfasst wurde.